# Burgstraße (Hannover)
Die Burgstraße ist einer der ältesten Straßenzüge in Hannover und liegt im Kreuzkirchenviertel. Sie war die nordwestliche Hauptstraße der Altstadt.

## Geschichte
Nachdem im 12./13. Jahrhundert hier Burgmannshöfe gestanden hatten, wurde 1359 erstmals der Name „borchstrate“ dokumentiert, 1365 die „platea urbis“. Im Jahr 1360 waren sieben dieser Lehnshöfe an die Familie von Alten vergeben, während die von Lenthe mit zweien belehnt waren.
In der Burgstraße Ecke Ballhofstraße wurde 1446 die St. Gallenkapelle errichtet. Ihre Trümmer wurden 1670 beim Bau der Neustädter Kirche wiederverwendet.
Seit 1750 wurde die Burgstraße wohl nach dem befestigten Hof der Landesherren benannt. Bis Mitte des 17. Jahrhunderts war die Burgstraße die Verbindung über die Leine nach Westen erst durch das Brühltor, später durch das Neue Tor.
Im 18. Jahrhundert wurde am Nordende der Straße der Marstall angelegt. Bis Mitte des 19. Jahrhunderts war die Burgstraße eine vornehme Wohnstraße. Durch die Luftangriffe auf Hannover im Zweiten Weltkrieg wurde der größte Teil der Bebauung zerstört.

## Sehenswürdigkeiten

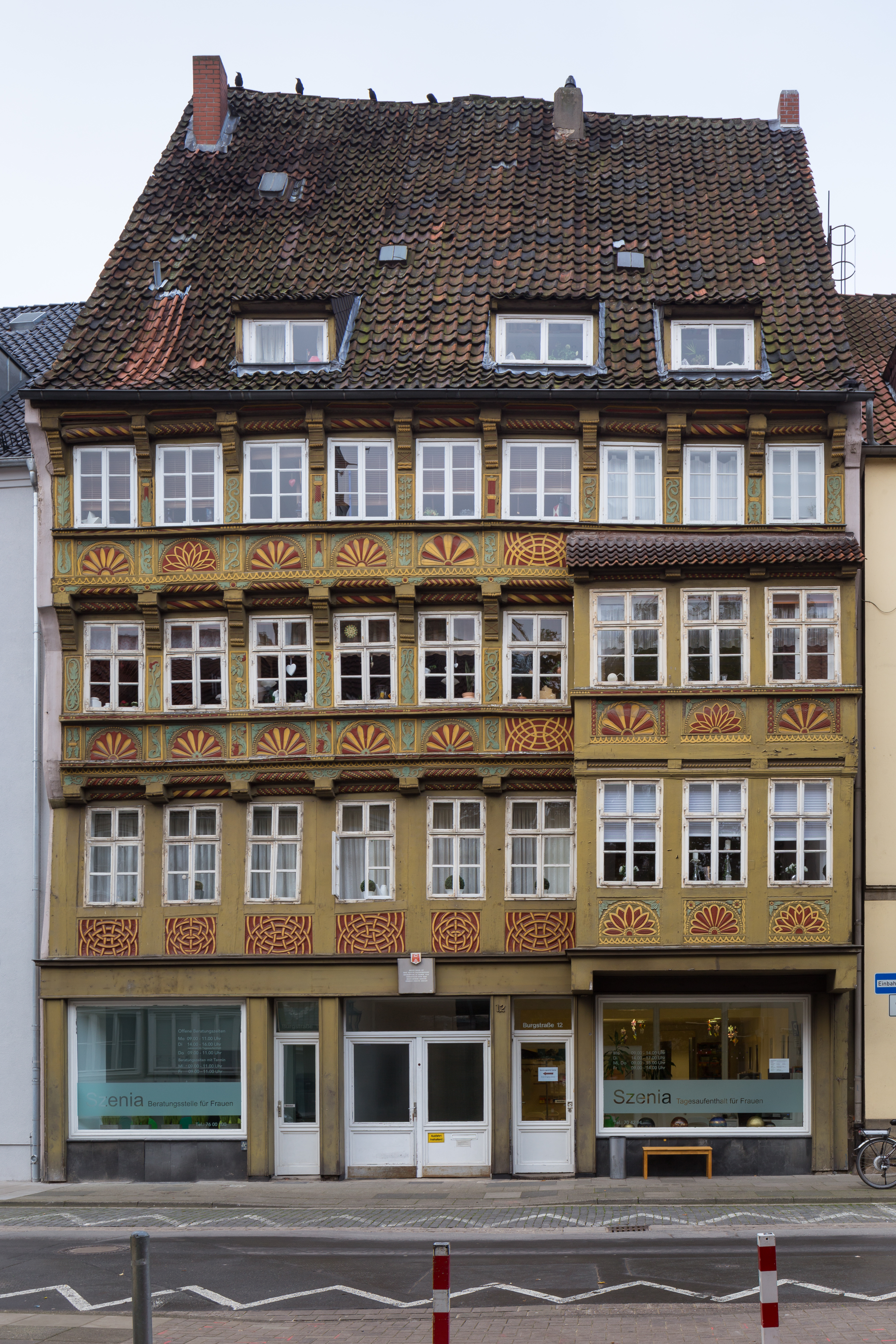
Unter der Adresse Burgstraße 12 (frühere Hausnummer 18) stehen, isoliert zwischen Nachkriegsbauten, die ältesten erhaltenen Fachwerkhäuser Hannovers.
- Das Gebäude Burgstraße 23/23a wurde 1669 von Adrian Siemerding für den Ratsherrn Johann Duve gebaut. Es war Wohnhaus des Dichters Philipp Spitta und wurde 1938 saniert (Erdgeschoss mit glatten Werksteinplatten verkleidet) für einen Hitlerjugend-/BDM-Komplex bis zum Ballhof
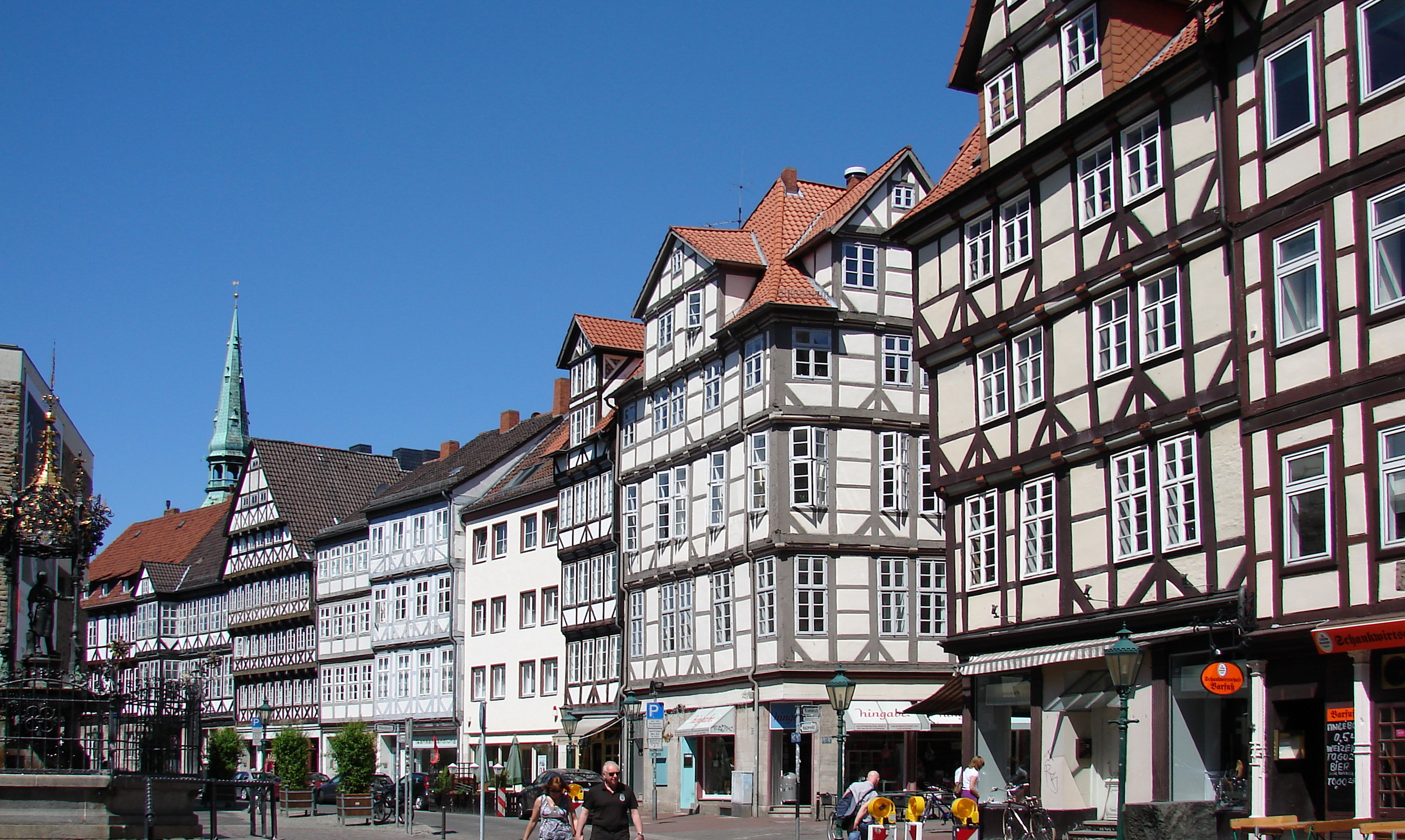
Das Historische Museum am Hohen Ufer
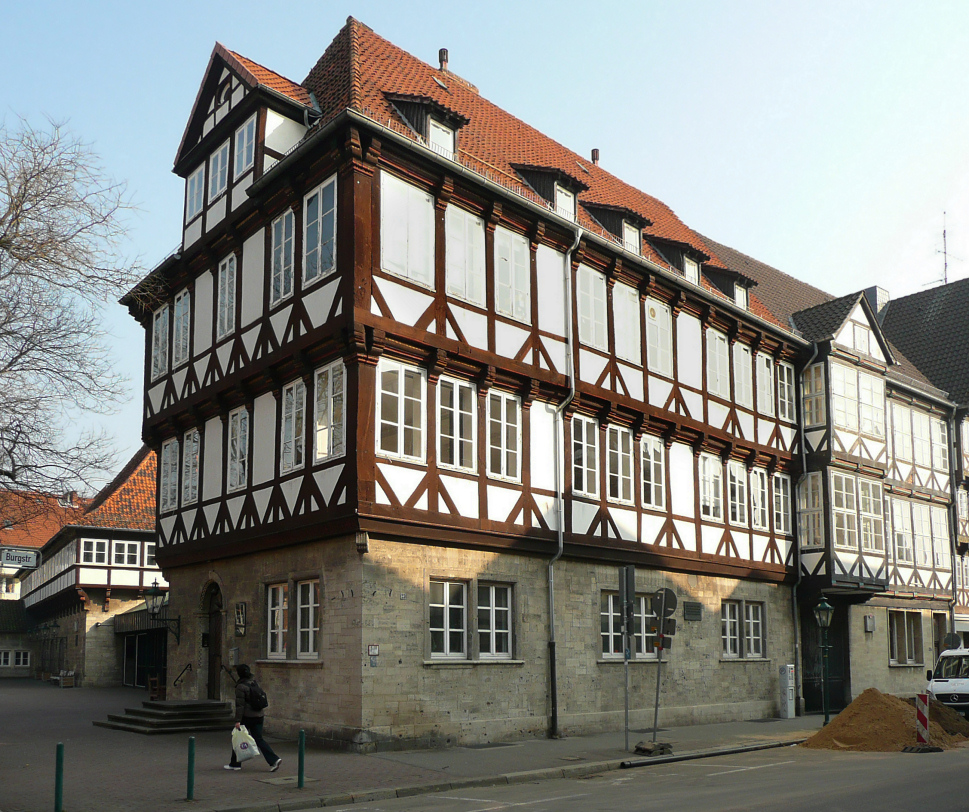
Burgstraße 23/23a, ursprünglich 1669 von Adrian Siemerding für den Ratsherrn Johann Duve gebaut

- Vor dem Museum, an der Ecke Rossmühle gegenüber dem Ballhofplatz, verlegte Gunter Demnig im März 2010 Stolpersteine für Herschel Grynszpan und seine Schwester Esther.
- Dem Museum gegenüber bietet die so genannte „Traditionsinsel“ eine Komposition aus teils erhaltenen, teils umgesetzten Fachwerkhäusern.